# ティム・ジェンセン
ティム・ジェンセン（Tim Jensen、生年月日不詳 - ）は、日本を中心に活動している作詞家・歌手・ナレーター。BAY CITY代表。

## 人物
主に作詞家として、オズニー・メロ、山根麻以、坂本真綾らに詞を提供。菅野よう子との長年に渡る共同製作者のひとりであり、シートベルツのオリジナルメンバーとして、アニメ『カウボーイビバップ』の主題曲「Tank!」のイントロの台詞などを担当した。
the brilliant greenとはデビュー以来の交流があり、川瀬智子の手がける英詞のアドバイスの他、PV出演、写真撮影など様々な面で関わっている。
歌手としては魚谷麻由&プラスアルファとのユニット・バンド「troy」などの活動があるほか、ナレーターとしてもCMナレーションなどを多数担当している。

## 主な作品

### 作詞
- Ilaria Graziano
  - 「MONOCHROME」（テレビアニメ『攻殻機動隊 STAND ALONE COMPLEX』サウンドトラック）
- オズニー・メロ
  - 「HEARTBEAT OF LIFE」（テレビドラマ『刑事貴族2』オープニングテーマ）
  - 「BAD DUDE」（映画『あぶない刑事リターンズ』サウンドトラック）
  - 「A BETTER DAY」（映画『あぶない刑事リターンズ』サウンドトラック）
- Origa
  - 「RISE」（テレビアニメ『攻殻機動隊 STAND ALONE COMPLEX 2nd GIG』オープニングテーマ）
- クリスタル・ケイ
  - 「TREES MAKE SEEDS」（映画『音響生命体ノイズマン』主題歌）
- 坂本真綾
  - 「Here」（NHK連続ドラマ『真夜中は別の顔』挿入歌）
  - 「Toto」（NHK連続ドラマ『真夜中は別の顔』挿入歌）
  - 「Baby Face」（アルバム「DIVE」収録）
  - 「Gravity」（テレビアニメ『ウルフズレイン』エンディングテーマ）
- Scott Matthew
  - 「LITHIUM FLOWER」（テレビアニメ『攻殻機動隊 STAND ALONE COMPLEX』エンディングテーマ）
- Steve Conte
  - 「RAIN」（テレビアニメ『カウボーイビバップ』サウンドトラック）
  - 「CALL ME, CALL ME」（テレビアニメ『カウボーイビバップ』サウンドトラック）
  - 「Stray」（テレビアニメ『ウルフズレイン』オープニングテーマ）
- 土屋アンナ
  - 「Master Blaster」（ゲーム『Continent of the Ninth』イメージソング）
- 久石譲
  - 「The Dawn」（アルバム「地上の楽園」収録）
  - 「ぴあの (English Version)」（アルバム「地上の楽園」収録）
  - 「I Believe In You」（アルバム「MELODY Blvd.」収録）
  - 「Hush」（アルバム「MELODY Blvd.」収録）
  - 「Two of Us」（アルバム「MELODY Blvd.」収録）
- 平井堅
  - 「One Love Wonderful World」
- 布施明
  - 「i say,“yes”」（テレビドラマ『風に舞いあがるビニールシート』主題歌）
- 山根麻以
  - 「Blue」（テレビアニメ『カウボーイビバップ』最終話エンディングテーマ）
  - 「No One's Home」（テレビアニメ『DARKER THAN BLACK -黒の契約者-』サウンドトラック）
- Raj Ramayya
  - 「Ask DNA」（映画『カウボーイビバップ 天国の扉』オープニングテーマ）

### 作詞・ボーカル
- RYDER 「in control」（アーケードゲーム『GuitarFreaksV5 & DrumManiaV5』 （KONAMI）収録）
- RYDER 「I M I」（アーケードゲーム『GuitarFreaksXG & DrumManiaXG』 （KONAMI）収録）
- RYDER 「drop」（アーケードゲーム『GuitarFreaksXG2 & DrumManiaXG2』 （KONAMI）収録）